# روان ميلبورن
روان ميلبورن (18 يونيو 1977 - ) (بالإنجليزية: Rowan Milburn)‏ هي لاعبة كريكت نيوزلندية.

## وصلات خارجية
- روان ميلبورن على موقع إي آس بي آن كريك إنفو (الإنجليزية)